# Rosalinde Mynster
Rosalinde Mynster (født 28. september 1990 på Frederiksberg) er en dansk skuespiller.

## Karriere
Mynster fik sin filmdebut som 16-årig i Niels Arden Oplevs drama To verdener fra 2008, som byggede på en sand historie om et Jehovas Vidne, som bryder fri fra sin familie og menighed. I 2009 blev filmen det danske Oscar-bidrag i kategorien "Bedste udenlandske film". I 2010 spillede hun over for Thure Lindhardt i komedien Sandheden om mænd, og i 2012 var hun med i En kongelig affære.
Hendes helt store folkelige gennembrud kom med hovedrollen som Fie i TV 2s dramaserie Badehotellet i 2014, som hun dog valgte at forlade efter fem sæsoner. I de følgende sæsoner nævnes Fie kun, da hun i seriens univers er flyttet til England og har fået børn. Fie vendte dog tilbage i 10. og sidste sæson. 

## Baggrund
Hun er datter af skuespillerparret Karen-Lise Mynster og Søren Spanning samt lillesøster til filmfotograf Jasper Spanning.
Mynster har studeret litteraturvidenskab på Syddansk Universitet. Hun har tidligere dannet par med filminstruktør Nikolaj Arcel. I foråret 2016 var hun kærester med forfatteren og digteren Andreas Pedersen. og boede på Vesterbro. Hun har siden 2018 dannet par med musikeren Jakob Emil Lamdahl Pedersen med hvem hun blev forlovet i 2020, og de giftede sig i 2021.

## Filmografi

### Film
| År   | Titel                           | Rolle                |
| ---- | ------------------------------- | -------------------- |
| 2008 | To Verdener                     | Sara                 |
| 2010 | Sandheden om mænd               | Julie                |
| 2012 | En kongelig affære              | Marie                |
| 2017 | Underverden                     | Lærke                |
| 2017 | Robin                           | Robin                |
| 2018 | Christian IV - Den sidste rejse | Kirsten Munk som ung |
| 2018 | I krig & kærlighed              | Kirstine Mikkelsen   |
| 2020 | Hvor kragerne vender            | Laura                |
| 2023 | Kysset                          | Ediths kusine, Anna  |

### Tv-serier
| År             | Titel            | Rolle       | Noter        |
| -------------- | ---------------- | ----------- | ------------ |
| 2013-2018+2024 | Badehotellet     | Fie         |              |
| 2016           | Den anden verden | Stedsøster  | Julekalender |
| 2022           | Carmen Curlers   | Tove Byvang |              |

### Tegne- og animationsfilm
| År   | Titel                     | Rolle            |
| ---- | ------------------------- | ---------------- |
| 1998 | Græsrødderne              | Dat              |
| 1999 | Babar: Elefanternes konge | Céleste som barn |
| 2000 | Dinosaurerne              | Suri             |